# スモールフット
『スモールフット』（原題: Smallfoot）は、2018年に公開されたアメリカ映画である。

## 概要
ワーナー・ブラザースの配給で、『怪盗グルーシリーズ』および『ミニオンズ』を手がけた原作者および音楽スタッフの製作による音楽ファンタジーアニメ映画である。

## キャスト
※括弧内は日本語吹替。
- ミーゴ - チャニング・テイタム（木村昴）
- パーシー - ジェームズ・コーデン（宮野真守）
- ミーチー - ゼンデイヤ（早見沙織）
- ストーンキーパー - コモン（立木文彦）
- グワンギ - レブロン・ジェームズ（かぬか光明）
- コルカ - ジーナ・ロドリゲス（大津愛理）
- ドーグル - ダニー・デヴィート（富田耕生）
- ブレンダ - ヤラ・シャヒディ（松井暁波）
- フリーム - イーライ・ヘンリー（佐藤せつじ）
- ソープ - ジミー・タトロ（安元洋貴）
- ゲイリー - ジャスティン・ロイランド（金城大和）
- パイロット - ジャック・クエイド（斎藤寛仁）
- 母親熊 - パトリシア・ヒートン
- その他の日本語吹き替え - 岡井カツノリ/須田祐介/山田唯菜/川井田夏海/下川涼/藤井隼/仲村かおり/こばたけまさふみ/内野孝聡/八百屋杏/手塚ヒロミチ/西島麻紘/櫻庭有紗

## スタッフ
- 監督 - キャリー・カークパトリック
- 製作 - ボニー・ラドフォード、グレン・フィカーラ、ジョン・レクア
- 製作総指揮 - ニコラス・ストーラー、フィル・ロード、クリストファー・ミラー、ジャレッド・スターン、セルジオ・パブロス、キャリー・カークパトリック
- 音楽 - ヘイター・ペレイラ

## 興行収入
本作は『ナイトスクール』、『若草物語』、『ヘル・フェスト』と同じ週に封切られ、公開初週末に2300万ドル前後を稼ぎ出すと予想されていたが、この予想は的中した。2018年9月28日、本作は全米4131館で公開され、公開初週末に2304万ドルを稼ぎ出し、週末興行収入ランキング初登場2位となった。